# NGC 3485
NGC 3485 este o galaxie activă situată în constelația Leul. A fost descoperită în 1784 de către William Herschel. Se află la o distanță de 24,6 de megaparseci de Pământ.